# Jean Dufy

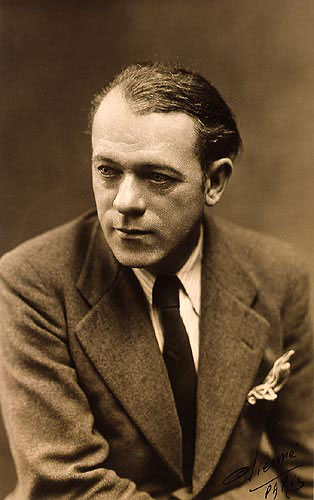
Jean Dufy in 1935

Jean Dufy (Le Havre, 1888 –  La Boissière, Boussay, 12 mei 1964) was een Franse kunstschilder. Hij was een broer van de schilder Raoul Dufy.

## Beginjaren
Jean Dufy kwam uit een gezin met elf kinderen en groeide op in Le Havre, waar hij in 1906 op een tentoonstelling kennismaakte met het werk van onder meer Henri Matisse, André Derain en Pablo Picasso. Een werk van Matisse, Fenêtre Ouverte à Collioure, maakte bijzonder veel indruk op hem. 
Na zijn militaire dienst (1910-1912) ging hij naar Parijs, waar hij Derain, Georges Braque en Picasso ontmoette. In 1914 exposeerde hij voor het eerst werk, aquarellen in galerie Berthe Weill, die de invloed verraadden van Paul Gauguin. Hierna moest hij tijdens de Eerste Wereldoorlog het leger in. Hij ging weer schilderen (landschappen. bloemen en paarden) toen hij na de oorlog een medische behandeling onderging. In 1916 ging hij porselein decoreren voor Théodore Haviland in Limoges. Voor zijn ontwerpen, meestal bloemen en diermotieven, kreeg hij in 1925 een gouden medaille op de Exposition Internationale des Arts Décoratifs. 

## Muziek en het circus
In 1920 keerde hij terug naar Parijs, waar hij componisten als Erik Satie, Darius Milhaud, Arthur Honegger en Francis Poulenc ontmoette en in 1925 La Revue Nègre zag. Een en ander leidde tot veel werken met pianisten en orkesten. Ook ging hij circustaferelen en clowns schilderen. Daarnaast bleef de natuur een belangrijk onderwerp. In zijn werk met kleurige vlakken speelde het licht een grote rol. In de jaren twintig had hij verschillende tentoonstellingen in Parijs, later volgden enkele exposities in New York (1930 en 1938). In 1937 hielp hij zijn broer Raoul met het schilderen van een enorm fresco voor een paviljoen van de elektriciteitsdistributeur C.P.D.E. op de Wereldtentoonstelling in Parijs (zie afbeelding).
In de jaren vijftig en zestig reisde Dufy veel rond in Europa (hij was onder meer in Nederland) en Noord-Afrika, maar Parijs bleef zijn thuisbasis. Deze stad heeft hij ook vaak als onderwerp genomen, waarbij de kleur blauw een dominante kleur was. Ook in die jaren exposeerde hij veel in Parijs en Amerika.
Dufy overleed twee maanden na het overlijden van zijn vrouw.